# Бобруйськ (аеродром)
Аеродром Бобруйськ (біл. Аэрадро́м Бабру́йск (ICAO: UMNB)) — військовий аеродром 83-го окремого ордена Червоної Зірки інженерно-аеродромного полку ВПС і військ ППО Республіки Білорусь, розташований на південно-західній околиці Бобруйська. Функціонує як запасний аеродром.

## Історія

### 1918—1941 роки
Відомо, що в лютому-червні 1918 року в Бобруйську діяв аеродром, на якому розміщувалася авіація 1-го Польського корпусу (командував авіацією корпусу полковник П. Абаканович). На озброєнні корпусу, зокрема, знаходилося кілька бомбардувальників «Ілля Муромець» з різних серій. 
Під час радянсько-польської війни (1919—1921) з вересня 1919 року по липень 1920 року в Бобруйську (в районі Киселевич) дислокувалися 12-та розвідувальна і 13-та винищувальна ескадрильї, додані 4-ї польської армії Після заняття Бобруйська частинами Червоної армії в липні 1920 року, колишній польський аеродром використовувався на час настання авіацією 16-ї армії РСЧА.
У січні 1922 року в цілях сприяння «боротьбі з бандитизмом» в Бобруйськ був переведений 2-й загін Дивізіону повітряних кораблів «Ілля Муромець» (ДВК) під командуванням А. К. Туманського. Бомбардувальники «Ілля Муромець» для виконання подібних завдань були малоефективні, тому в військових операціях участі не брали. Через погані умови зберігання літаки прийшли в непридатність, і загін був розформований.
У 1930 році в Бобруйську був сформований 2-й авіаційний батальйон особливого призначення (ПОН) — одне з перших радянських повітряно-десантних військових підрозділів. Організаційно 2-й БОН ставився до ВВС РККА.
У період з 15 квітня по 15 травня 1938 року на аеродрмі на основі 17-ї винищувальної авіаескадрильї, а також кадрів 30-й, 33-й, 45-й, 57-й і 105-й винищувальних авіаескадрилій у складі 4-х ескадрилій сформований 35 винищувальний авіаційний полк. Після закінчення формування полк увійшов до складу 142-ї винищувальної авіаційної бригади ВПС Білоруського Особливого військового округу.
У період з 17 по 28 вересня 1939 року 35-й винищувальний авіаційний полк у складі 56-ї винищувальної авіаційної бригади ВПС 4-ї армії Білоруського фронту брав участь у звільненні Західної Білорусії на літаках І-16 і І-15біс. У цей період полк виконав бойових вильотів — 111 (37 ланко-вильотів).
Станом на 20 жовтня 1939 року в Бобруйську діяла 130-та авіаційна база ВПС РККА, що була місцем дислокації 4-го і 35-го винищувальних авіаційних полків 56-ї авіаційної бригади, які напередодні взяли участь у Польському поході РСЧА.
З 7 квітня 1940 року 35-й винищувальний авіаційний полк вийшов зі складу 56-ї винищувальної авіаційної бригади та на літаках І-153 перебазувався на аеродром Чорох Батумі), увійшовши до складу 25-ї змішаної авіадивізії ВВС Закавказького військового округу.
З серпня 1940 року бобруйський аеродром став місцем базування літаків 13-й бомбардувальної авіаційної дивізії ВПС РККА (зокрема, літаків управління 13-й бад, 24-го, 97-го і 130-го швидкісних бомбардувальних авіаційних полків), а також курсів командирів ланок ВПС (ККЗ) Західного особливого військового округу. Дані авіаційні підрозділи були оснащені бомбардувальниками СБ і Су-2, багатоцільовими біпланами У-2, а також навчальними літаками УСБ.
На момент початку німецької агресії проти СРСР 22 червня 1941 року на Бердичівському аеродромі знаходилося 154 літака, як 13-й бад і ККЗ, так і прикордонні полки, з них: 140 — бойових літаків (58 — СБ, 50 — Су-2, 28 — Пе-2 і 4 — Іл-2), 6 — навчально-тренувальних літаків УСБ і 8 — літаків зв'язку У-2. До кінця того ж дня з Пінська в Бобруйськ перелетіло 16 уцілілих бомбардувальників СБ 39-го швидкісного бомбардувального авіаційного полку 10-ї змішаної авіаційної дивізії, які тут же були перепідлеглі командуванню 24-го сбап. 23 червня 1941 року з-під Бреста прибуло ще 9 винищувачів І-153 123-го винищувального авіаційного полку 10-ї саб, а з Мінська перебазувалися залишки 160-го винищувального авіаційного полку 43-й винищувальної авіаційної дивізії.
Протягом перших днів війни радянська бомбардувальна авіація з аеродрому Бобруйськ завдавала ударів по німецьких аеродромах, складах, скупчень військ і артилерійським позиціям у районах населених пунктів Бела, Седлець, Косово і Сувалки. Всього було виконано 127 бойових вильотів, скинуто фугасних авіаційних бомб: ФАБ-100 — 636 і ФАБ-504 — 102, при цьому втрати склали до 45 % льотного складу.
У свою чергу, аеродром також піддавався постійним бомбовим ударам люфтваффе, і до кінця дня 26 червня 1941 року ВВС РККА були змушені його залишити. Уже ввечері 27 червня в районі Бобруйського аеродрому велися наземні бої.

### 1944—1994 роки
З 9 вересня 1944 року на аеродромі базувався 1006-й винищувальний авіаційний полк ППО на літаках Як-7 і Як-9 зі складу 148-ї ІАД ППО. Полк виконував завдання з прикриття об'єктів від повітряного противника.
Після звільнення Бобруйська влітку 1944 року аеродром використовувався з метою авіаційного забезпечення подальшого наступу Червоної армії. З початку 1945 року на Бердичівському аеродромі проводилося доукомплектування і підготовка 330-го бомбардувального авіаційного полку 48-ї бомбардувальної авіаційної дивізії, який так і не взяв участь у бойових діях через закінчення війни і для якого аеродром став місцем постійного базування.
У наступні роки, аж до 1994 року, аеродром Бобруйськ використовувався головним чином бомбардувальної авіацією дальньої дії.
У кінці травня 1945 року в Бобруйськ були передислоковані: 111-й бомбардувальний авіаційний полк 50-ї бомбардувальної авіаційної дивізії і управління 22-ї гвардійської бомбардувальної авіаційної дивізії. Влітку 1945 року в Бобруйську також були розміщені управління: 6-ї гвардійської бомбардувальної авіаційної дивізії (переведено в Черняховськ в 1947 році), 3-го гвардійського бомбардувального авіаційного корпусу (розформовано в серпні 1956 року) і 1-й повітряної армії (переведено в Мінську в 1946 році).
У квітні 1946 року 111-й бап і 330-й бап були введені до складу 22-ї гв. бад, і в травні того ж року на бобруйський аеродром також був перебазований 200-й гвардійський бомбардувальний авіаційний полк цієї ж авіадивізії. Всі три авіаполки були повністю оснащені американськими бомбардувальниками середнього радіусу дії North American B-25 Mitchell.
У листопаді 1949 року 330-й бап був розформований, а 111-й бап і 200-й гв. бап переозброєні першими радянськими стратегічними бомбардувальниками Ту-4 (з 1950 року ці авіаполки, так само як і 22-га гв. бад, стали іменуватися важкими бомбардувальними). Крім цього, в 1949—1951 роках була проведена заміна дерев'яного покриття аеродрому на бетонне.
У наступні роки на аеродромі Бобруйськ розміщувалися стратегічні бомбардувальники, що знаходилися на озброєнні 111-го ТБАП і 200-го гв. ТБАП (111-й ТБАП був розформований у лютому 1971 року ):
- Ту-4 — до 1956 року;
- Ту-16 — в 1955—1986 роках;
- Ту-16К — в 1964—1992 роках;
- Ту-22М3 — з 1986 року[14][20][21][22].

До складу 200-го гв. ТБАП також входила ескадрилья літаків-заправників Ту-16Н.
Згідно з даними ДЗЗСЄ, станом на 1 січня 1991 року на озброєнні 200-го гв. ТБАП знаходилося: 20 — ТУ-22М3 та 18 — Ту-16К.
При аеродромі також було споруджено два сховища ядерної зброї (об'єкт «Казакова»): в зведеному в середині 1950-х років — зберігалося 9 водневих бомб, в більш пізньому спорудженні — 200 ядерних боєголовок для крилатих ракет. До кінця 1994 року всі ядерні боєприпаси були вивезені на територію Російської Федерації, а об'єкт переданий на баланс Бобруйського міськвиконкому, після — Бобруйського лісгоспу. Станом на 2014 рік об'єкт знаходився в занедбаному стані зі зруйнованою інфраструктурою.
Після розпаду СРСР 22-я гв. тбад перейшла в юрисдикцію Російської Федерації, і в листопаді-грудні 1994 року управління авіадивізії і 200-й гв. ТБАП були передислоковані з усім авіаційним озброєнням з території Республіки Білорусь на аеродром Біла (Іркутська область, Росія).
У свій час аеродром Бобруйськ використовувався також винищувальною авіацією. У січні 1946 року на аеродром був перебазований 4-й винищувальний авіаційний полк 144-ї винищувальної авіаційної дивізії. З жовтня 1951 року по листопад 1953 року в Бердичівському аеродромі також базувався 383-й винищувальний авіаційний полк 144-ї ІАД, озброєний літаками МіГ-15 . У березні 1958 року аеродром покинув і 4-й ІАП, озброєний на той момент літаками МіГ-17.

### Після 1994 року
У 1994—2002 роках аеродром Бобруйськ був місцем базування 13-й окремій вертолітній ескадрильї бойового управління Військово-повітряних сил Республіки Білорусь.
Даний авіаційний підрозділ було сформовано в 1946 році в Бресті на базі 994-го окремого авіаційного полку зв'язку, отримавши найменування: 13-та окрема авіаційна ескадрилья зв'язку, і перебувало в підпорядкуванні сухопутних військ Білоруського військового округу. Пізніше 13-та оаес була реорганізована в 13-ту окрему змішану авіаційну ескадрилью і з 1960 року використовувалася для авіаційного забезпечення штабу 5-ї гвардійської танкової армії з місцем базування на аеродромі Киселевич, розташованому на північній околиці Бобруйська. У 1980-х роках 13-та осае була реорганізована в 13-ту окрему вертолітну ескадрилью; військовослужбовці підрозділу брали участь у бойових діях на території Афганістану і ліквідації наслідків аварії на ЧАЕС.
На момент 1990 роки 13 ОВЕ входила до складу авіації Сухопутних військ Збройних сил СРСР і, згідно з даними ДЗЗСЄ, мала на озброєнні: 2 вертольоти — Мі-6, 3 вертольоти — Мі-8 і кілька транспортних літаків.
У червні 1992 року 13 ОВЕ увійшла до складу ВПС Республіки Білорусь, в 1993 році — була переформована в 13-ту окрему вертолітний ескадрилью бойового управління, в травні 1994 року — перебазований з аеродрому Киселевич на аеродром Бобруйськ.
У 2002 році, в рамках створення єдиних ВВС і військ ППО Республіки Білорусь і за підсумками структурної реорганізації, 13 ОВЕ бу була розформована, а авіаційна техніка і льотний склад передані 50-й смешенной авіаційній базі, розташованій на аеродромі Мачуліщі. На той момент часу на озброєнні ескадрильї перебували вертольоти: Мі-8, Мі-9 і Мі-22.
З 2002 року аеродром Бобруйськ знаходиться в управлінні 83-го окремого ордена Червоної Зірки інженерно-аеродромного полку ВПС і військ ППО Республіки Білорусь. 83-й оіаеп містить аеродром у постійній експлуатаційній готовності, забезпечує прийом і виліт повітряних суден з аеродрому.
83-й був сформований на виконання директиви міністра оборони Республіки Білорусь від 31 травня 1994 року в базі: 159-го окремого ордена Червоної Зірки інженерно-аеродромного батальйону (Бобруйськ), 353-го окремого інженерно-аеродромного батальйону (Бобруйськ) і 22-го окремого інженерно-аеродромного батальйону (Річиця). Відповідно до директиви Генерального штабу Збройних сил Республіки Білорусь від 10 грудня 2001 року 83-й оіаеп увійшов до складу ВПС і військ ППО Республіки Білорусь.
83-й також призначений для виконання завдань по будівництву та відновленню аеродромів у ході інженерно-аеродромного забезпечення дій усіх авіаційних частин і підрозділів ВПС і військ ППО Республіки Білорусь.

## Події
- 2 червня 1977 р катастрофа літака Ту-16, аеродром Бобруйськ, КК командир загону старший лейтенант Харків А. Н. Екіпаж виконував переліт з аеродрому Мачуліщі на аеродром Бобруйськ. Після зльоту з висоти 1530 м перейшов на круте пікірування з кутом до 70° і зіткнувся із землею. Екіпаж і знаходився на борту старший технік літака загинули.
- 7 травня 1984 року в результаті пожежі загорівся склад касетних бомб 789-й авіаційно-технічної бази 200-го Гвардійського важкого бомбардувального полку дальньої авіації. Від вибухів осколки боєприпасів були розкидані на кілька кілометрів досягаючи житлові райони (авиагородок, форштадт). У більшості будинків в цих районах було вибито скло у вікнах. Під час вибухів влада вжила заходів для оперативної евакуації дітей з дитячих садків та перевезли їх на автобусах в центр міста. [32]